# Zangersheide
Zangersheide est à la fois un haras situé à Lanaken en Belgique, et un registre destiné aux chevaux de saut d'obstacles, créé par ce haras. Les chevaux Zangersheide ne constituent pas vraiment une race, mais plutôt un regroupement de chevaux sélectionnés selon leurs performances sportives en saut d'obstacles. Le but est, à terme, de faire naître une race de chevaux d'obstacle. Dans ce but, le haras Zangersheide distribue des primes lors des concours, et encourage les propriétaires de chevaux d'obstacle performants à faire enregistrer leurs animaux chez eux. Tous les chevaux issus de l'élevage du haras de Zangersheide portent la lettre « Z  » à la fin de leur nom.

## Histoire
Zangersheide est à l'origine une écurie de compétition du domaine de Lanaken, en Belgique, près de Maastricht, créée dans les années 1970 par Léon Melchior. Au fil du temps, ces écuries deviennent un haras qui se spécialise dans les chevaux de saut d'obstacles, et lance le développement d'une race chevaline sélectionnée et spécialisée pour ce sport. Les cavaliers de Zangersheide font partie de l'équipe des Pays-Bas championne d'Europe à Vienne (Autriche) en 1977 et à Barcelone en 1992, où Johan Heins décroche la médaille d'or et Piet Raymakers la médaille d'argent, monté sur Ratina Z, une jument Zangersheide. Les cavaliers de Zangersheide concourent désormais sous les couleurs belges. Ce haras est devenu international, et travaille avec des éleveurs et des cavaliers de chevaux d'obstacle d'origines diverses : néerlandaise, française, belge, anglaise et allemande entre autres.

## Description

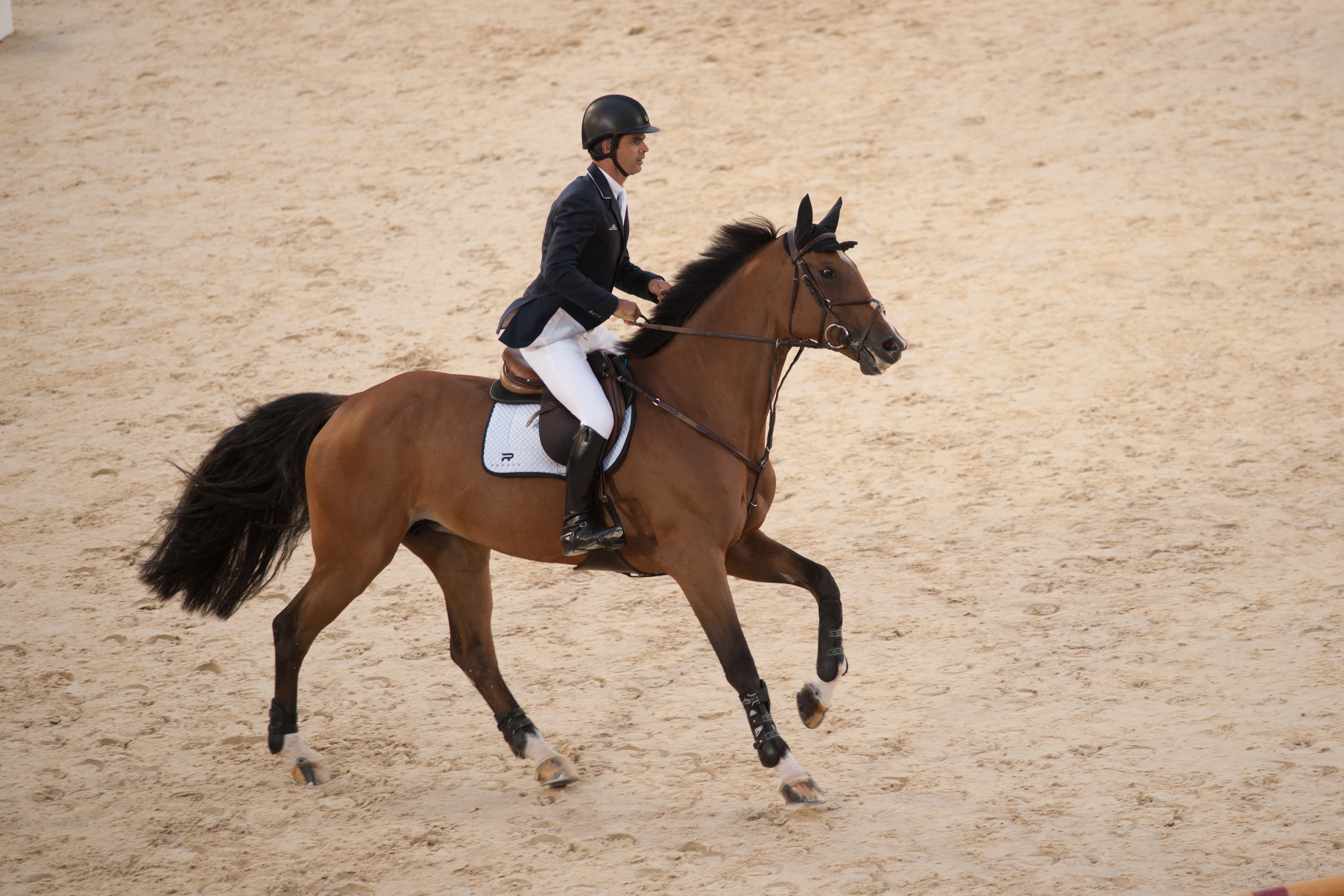
Rodrigo Pessoa et Cadjanine Z.

### Morphologie
La morphologie de ces chevaux n’a pas de définition précise, car elle reprend beaucoup d’éléments des races de sport. Toutefois, il est apprécié un cheval élégant, avec un bon dégagement d’épaule, des muscles puissants, et d’assez grande taille. Une tête délicate et bien définie apporte une plus-value. Un tempérament le destinant aux sport augmente le potentiel de réussite.

### Sélection

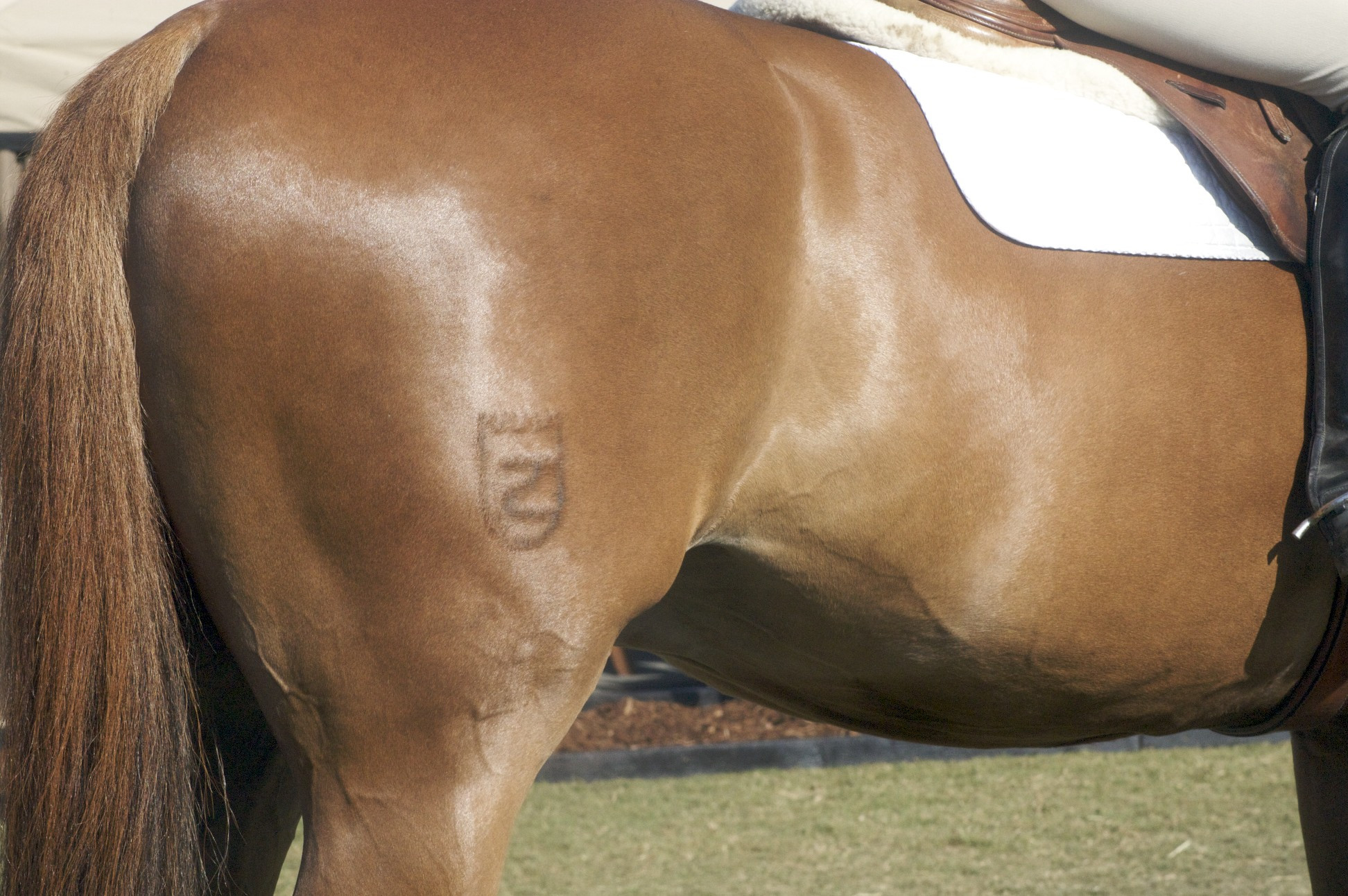
Marque au fer du haras Zangersheide

L'idée de sélection internationale de cheval d'obstacle est nouvelle, car chaque pays possède sa ou ses propres races de chevaux de sang : Le Selle français en France, le BWP et le SBS en Belgique, le KWPN aux Pays-Bas ou les Hanovrien, Oldenbourg et Holsteiner en Allemagne. L’idée de Zangersheide étant de regrouper les meilleurs chevaux de sport en saut d'obstacles et concours complet d'équitation, le poulain peut être enregistré dans le stud-book de la race si le père est agréé dans un stud-book membre de la WBFSH.
Le signalement à la naissance du poulain se fait par les services Zangersheide dans l’écurie où la jument suitée se trouve, pour réaliser un test ADN obligatoire. À la suite de ce signalement, la jument et le poulain reçoivent un passeport européen, si la jument n’a pas encore produit pour Zangersheide.

### Utilisations
En général, le cheval Zangersheide est utilisé dans le saut d'obstacles (CSO) et le concours complet de haut niveau. En 2018, ce stud-book se classe 10e en CSO et 12e en Complet sur performances, d’après le classement de la WBFSH. En avril 2019, Zangersheide est 2e en CSO et 12e en complet d'après ce même classement.
Parmi les chevaux Z célèbres en tant que compétiteurs ou reproducteurs, on peut citer Ratina Z, Zandor Z, Air Jordan Z, Chellano Z, Cheyenne 111 Z montée par Kevin Staut, Levisto Z, Clintrexo Z, Antello Z, Léontine Ledimar Z (HDC) montée par Patrice Delaveau, Dominator 2000 Z, Tobago Z, ou encore Nouvelle Europe Z.

## Diffusion de l'élevage

### En France
Une association a été créée en France : Association Nationale des Éleveurs de Chevaux Zangersheide “ Z-France ”. Cette association permet de valoriser et faciliter au mieux les produits Zangersheide en France. Elle permet aussi un meilleur suivi pour les éleveurs, pour les accompagner dans les démarches en cas de doute.

### Dans d'autres pays
Zangersheide se développe à travers l’étranger grâce à des nouveaux services qui permettent une plus value dans l’élevage de sport qui est en déclin depuis quelques années. Ils sont en train de créer Z-Ireland pour encore améliorer le suivi des éleveurs et leur accompagnement.